# كارولين مارتن
كارولين مارتن (بالإنجليزية: Carolyn Martin)‏ هي أكاديمية أمريكية، ولدت في 1951.